# Atomic Kitten
Atomic Kitten – brytyjska żeńska grupa wokalna powstała w 1999 roku.

## Historia
Grupa powstała w 1999 roku w Liverpoolu z inicjatywy Andy'ego McCluskey, w składzie: Liz McClarnon, Natasha Hamilton oraz Kerry Katona. Na początku 2001 roku z powodu ciąży grupę opuściła Kerry, a na jej miejsce została przyjęta znana z wcześniejszych występów w grupie wokalnej Precious – Jenny Frost. Do największych hitów Atomic Kitten należą Whole Again – singel, który na całym świecie sprzedał się w nakładzie ok. miliona egzemplarzy oraz covery znanych już wcześniej Eternal Flame i The Tide Is High.
W 2004 roku, po pięciu latach na rynku muzycznym grupa zawiesiła działalność, Hamilton postanowiła poświęcić czas wychowaniu swojego syna (Josh ur. 2002 rok), natomiast McClarnon i Frost zdecydowały się na próbę podjęcia karier solowych.Zaraz po ogłoszeniu zawieszenia działalności zespołu Natasha zaszła w ciążę i urodziła drugiego syna (Harry ur. 2004 rok) oraz również podjęła próbę kariery solowej.Aktualnie Liz nagrywa swój solowy album, Natasha wychowuje dwójkę swoich synów oraz również nagrywa solowy album, natomiast Jenny zrezygnowała z planów robienia muzycznej kariery solowej, zajmuje się pracą w telewizji (jako prezenterka) oraz wychowuje swojego syna (Caspar ur. 2007 rok). Oznajmiła też, że muzycznie zamierza realizować się jedynie jako wokalistka Atomic Kitten.
Od czasu ogłoszenia zawieszenia działalności grupy w 2004 roku, wokalistki wciąż występują oraz nagrywają okolicznościowo razem jako Atomic Kitten. Ich działalność artystyczna jako zespołu ma od 2004 roku głównie cel charytatywny. Wokalistki nagrywają jako zespół charytatywne single raz dają koncerty z których dochód przeznaczany jest na cele dobroczynne. Na początku 2008 roku przy okazji promocji kolejnego charytatywnego singla Atomic Kitten ogłosiły, że tak naprawdę nigdy się nie rozpadły ponieważ mimo zawieszenia działalności, pracują razem jako zespół. Zapowiedziały jednak, że nie będą już jako grupa niczego nagrywały oraz nie mają w planach całkowitego wznowienia działalności, a ich dalsza praca zespołowa będzie miała charakter wyłącznie charytatywny. W 2012 zespół podjął próbę reaktywacji, początkowo nieudaną, jednak dzięki programowi telewizyjnemu „The Big Reunion” ostatecznie zespół wyruszył na wspólną trasę.

## Dyskografia

### Albumy
| Rok  | Tytuł                               | Pozycja na liście | Pozycja na liście | Pozycja na liście | Pozycja na liście | Pozycja na liście | Pozycja na liście | Pozycja na liście | Pozycja na liście | Pozycja na liście | Pozycja na liście | Pozycja na liście |
| Rok  | Tytuł                               | UK                | DEU               | FRA               | AUT               | CHE               | SWE               | NLD               | AUS               | NZL               | NOR               | DNK               |
| ---- | ----------------------------------- | ----------------- | ----------------- | ----------------- | ----------------- | ----------------- | ----------------- | ----------------- | ----------------- | ----------------- | ----------------- | ----------------- |
| 2000 | Right Now (& Kerry Katona)          | 39                | —                 | 61                | 8                 | 4                 | —                 | 44                | —                 | 12                | —                 | 4                 |
| 2001 | Right Now: reedycja (& Jenny Frost) | 1                 | 6                 | —                 | —                 | —                 | —                 | —                 | —                 | —                 | —                 | —                 |
| 2002 | Feels So Good                       | 1                 | 6                 | 74                | 3                 | 7                 | 47                | 6                 | 21                | 3                 | 15                | 12                |
| 2003 | Ladies Night                        | 5                 | 12                | —                 | 10                | 11                | —                 | 24                | —                 | 3                 | —                 | —                 |
| 2004 | The Greatest Hits                   | 5                 | 35                | —                 | 24                | 61                | —                 | 35                | —                 | 8                 | —                 | —                 |
| 2005 | The Collection                      | —                 | —                 | —                 | —                 | —                 | —                 | —                 | —                 | —                 | —                 | —                 |
| 2005 | Access All Areas                    | —                 | —                 | —                 | —                 | —                 | —                 | —                 | —                 | —                 | —                 | —                 |
| 2008 | Essential                           | —                 | —                 | —                 | —                 | —                 | —                 | —                 | —                 | —                 | —                 | —                 |
| 2012 | The Essential Collection            | —                 | —                 | —                 | —                 | —                 | —                 | —                 | —                 | —                 | —                 | —                 |
| 2015 | Whole Again - The Best Of           | —                 | —                 | —                 | —                 | —                 | —                 | —                 | —                 | —                 | —                 | —                 |

### Single
| Rok  | Tytuł                              | Pozycja na liście | Pozycja na liście | Pozycja na liście | Pozycja na liście | Pozycja na liście | Pozycja na liście | Pozycja na liście | Pozycja na liście |
| Rok  | Tytuł                              | UK                | GER               | FRA               | AUT               | CHE               | AUS               | LP3               | SLiP              |
| ---- | ---------------------------------- | ----------------- | ----------------- | ----------------- | ----------------- | ----------------- | ----------------- | ----------------- | ----------------- |
| 1999 | Right Now                          | 10                | —                 | —                 | —                 | —                 | 46                | —                 | —                 |
| 2000 | See Ya                             | 6                 | —                 | —                 | —                 | —                 | —                 | —                 | —                 |
| 2000 | I Want Your Love                   | 10                | —                 | —                 | —                 | —                 | —                 | —                 | —                 |
| 2000 | Follow Me                          | 20                | —                 | —                 | —                 | —                 | —                 | —                 | —                 |
| 2001 | Whole Again                        | 1                 | 1                 | 21                | 1                 | 2                 | 2                 | —                 | 43                |
| 2001 | Eternal Flame                      | 1                 | 5                 | 2                 | 3                 | 9                 | 47                | —                 | 44                |
| 2001 | You Are                            | —                 | 61                | 86                | 46                | 40                | —                 | —                 | —                 |
| 2002 | It's OK!                           | 3                 | 18                | 37                | 9                 | 7                 | 24                | —                 | —                 |
| 2002 | The Tide Is High (Get The Feeling) | 1                 | 3                 | 42                | 3                 | 4                 | 4                 | —                 | 49                |
| 2002 | Be With You                        | 2                 | 36                | 82                | 34                | 39                | 10                | 45                | 45                |
| 2003 | The Last Goodbye                   | 2                 | 28                | —                 | 13                | 28                | —                 | —                 | 67                |
| 2003 | Love Doesn't Have to Hurt          | 4                 | —                 | —                 | —                 | —                 | —                 | —                 | —                 |
| 2003 | If You Come to Me                  | 3                 | 10                | —                 | 6                 | 10                | 30                | —                 | 37                |
| 2003 | Ladies Night (& Kool & The Gang)   | 8                 | 33                | —                 | 32                | 38                | 39                | —                 | —                 |
| 2003 | Someone Like Me                    | 8                 | —                 | —                 | —                 | —                 | —                 | —                 | —                 |
| 2005 | Cradle                             | 10                | —                 | —                 | —                 | —                 | —                 | —                 | —                 |
| 2006 | All Together Now                   | —                 | 16                | —                 | —                 | —                 | —                 | —                 | —                 |
| 2008 | Anyone Who Had A Heart             | 77                | —                 | —                 | —                 | —                 | —                 | —                 | —                 |

### Wideografia
| Rok  | Tytuł                                     | Pozycja na liście |
| Rok  | Tytuł                                     | UK                |
| ---- | ----------------------------------------- | ----------------- |
| 2001 | So Far So Good                            | 20                |
| 2002 | Right Here Right Now                      | 1                 |
| 2003 | Be With Us                                | 17                |
| 2004 | The Greatest Hits - Live At Wembley Arena | 1                 |